# Katy Mixon Greer
Katy Mixon  est une actrice américaine née le 30 mars 1981 à Pensacola, en Floride (États-Unis).

## Biographie
Elle suit une formation à l'école dramatique de l'Université Carnegie-Mellon de Pittsburgh en Pennsylvanie.
En 2003, elle déménage à Los Angeles. En 2005, elle obtient le rôle de Michelle Fell dans le film The Quiet. Elle enchaîne les rôles dans des séries télévisées comme Earl en 2008, et Kenny Powers où elle joue le rôle récurrent d'April Buchanon, professeur de dessin.
Mixon s'est aussi produite sur scène au Upright Cabaret,.
Depuis 2010 elle est également part régulière du casting de la série américaine Mike and Molly.
En 2016 elle a le rôle principal de la série «American Housewife».

## Filmographie
| Année       | Titre                    | Role                | Notes                                                                           |  |
| ----------- | ------------------------ | ------------------- | ------------------------------------------------------------------------------- |  |
| 2005        | The Quiet                | Michelle Fell       |                                                                                 |  |
| 2006        | Zombie Prom              | Coco                |                                                                                 |  |
| 2007        | Reinventing the Wheelers | Caroline Honeybaker | Séries TV                                                                       |  |
| 2008        | Small Town News          | Mrs. Sebastian      | Séries TV                                                                       |  |
| 2008        | Finding Amanda           | Girl #1             |                                                                                 |  |
| 2008        | Earl                     | Sheila              | Séries TV, épisode "Sweet Johnny"                                               |  |
| 2008        | Tout... sauf en famille  | Susan               |                                                                                 |  |
| 2009        | The Informers            | Patty               |                                                                                 |  |
| 2009        | Kenny Powers             | April Buchanon      | Séries TV                                                                       |  |
| 2009        | Jeux de pouvoir          | Rhonda Silver       |                                                                                 |  |
| 2009        | All About Steve          | Elizabeth           |                                                                                 |  |
| 2010        | Mon oncle Charlie        | Betsy               | Episodes "Untainted by Filth", "Tinkle Like a Princess" et "Gumby with a Pokey" |  |
| 2010 - 2016 | Mike and Molly           | Victoria Flynn      | Séries TV                                                                       |  |
| 2011        | Hell Driver              | Norma Jean          |                                                                                 |  |
| 2011        | Take Shelter             | Nat                 |                                                                                 |  |
| 2016        | Comancheria              | Jenny Ann           |                                                                                 |  |
| 2016-2021   | American Housewife       | Kattie Otto         |                                                                                 |  |

## Voix françaises
- Vanina Pradier dans (les séries télévisées) :
  - American Housewife
  - The Thing About Pam
  - George & Tammy

- Delphine Benko dans :
  - Take Shelter
  - Kenny Powers[4](série télévisée)

Et aussi
- Karine Foviau dans The Quiet[5] (série télévisée)
- Edwige Lemoine dans Tout... sauf en famille
- Bérangère Jean dans Jeux de pouvoir[5]
- Brigitte Virtudes dans Psych : Enquêteur malgré lui[5] (série télévisée)
- Geneviève Doang dans  Mon oncle Charlie[5] (série télévisée)